# SriLankan Airlines
SriLankan Airlines (syng. ශ්‍රී ලංකන් ගුවන් සේවය, tamil. இலங்கை விமான சேவை, wcześniej znane jako Air Lanka) – lankijskie narodowe linie lotnicze z siedzibą w Kolombo. Głównym hubem jest Port lotniczy Kolombo.
Agencja ratingowa Skytrax przyznała liniom trzy gwiazdki.

## Historia
Linie lotnicze Air Lanka (dawna nazwa SriLankan Airlines) powstały w lipcu 1979 z inicjatywy rządu Sri Lanki, po upadku linii lotniczych Air Ceylon. Początkowo nowy przewoźnik obsługiwał połączenia za pomocą dwóch samolotów Boeing 707 wydzierżawionych od linii Singapore Airlines. W 1980 linie lotnicze poszerzyły swoją flotę oraz siatkę połączeń dodając kolejne porty docelowe. Do 1990 Linie lotnicze Air Lanka oferowały 26 różnych połączeń. W grudniu 1992 linie Air Lanka kupiły pierwszego Airbusa A320.

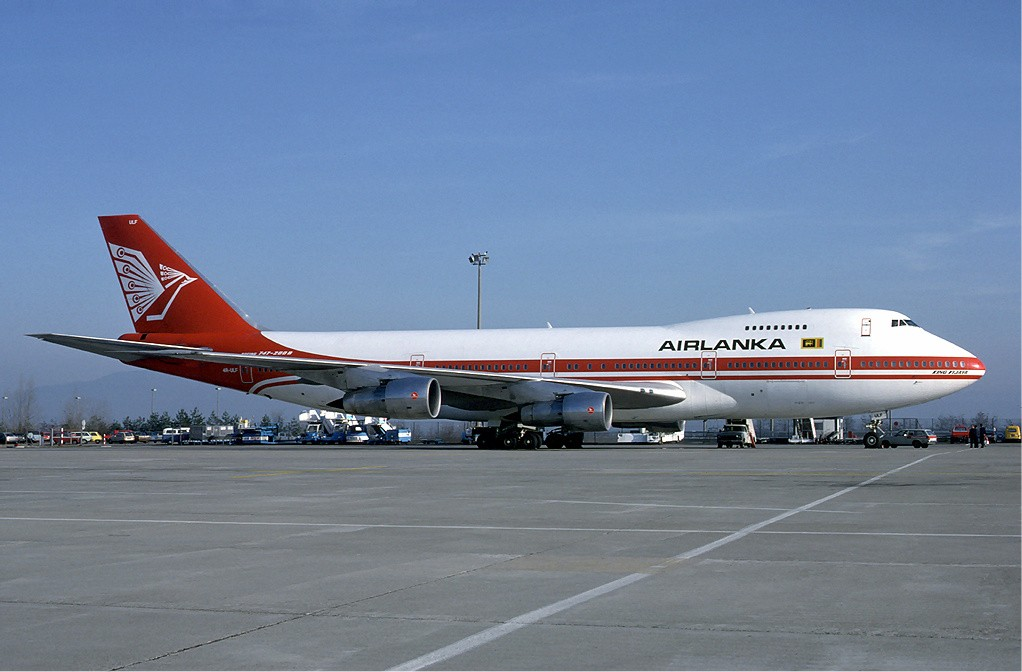
Boeing 747 dawnych lankijskich linii lotniczych Air Lanka

Na początku lat 90. rząd Sri Lanki podjął decyzję o częściowej prywatyzacji przewoźnika przez grupę "Dubai Emirates Group", ponieważ rządy państw: Zjednoczonych Emiratów Arabskich i Sri Lanki podpisały dziesięcioletnią umowę partnerstwa strategicznego. Arabowie kupili 40% udziałów w Air Lanka o wartości
70 mln USD. Po kupnie udziałów grupa arabska starała się o modernizację floty oraz polepszenie usług oferowanych pasażerom przez przewoźnika. Mimo iż rząd Sri Lanki zachował większość udziałów w liniach lotniczych to dał pełną kontrolę na wszystkie inwestycje i decyzje liniom Emirates. W 1998 została zmieniona nazwa z Air Lanka na SriLankan Airlines.
W tym okresie przewoźnik nabył sześć samolotów Airbus A330-200 w celu odnowienia i uzupełnienia swojej floty, w której były modele Airbusa A320-200 oraz A340-300. Samoloty te dotarły do przewoźnika na przełomie 1999 i 2000. W tym czasie przybył również czwarty samolot Airbus A340-300, w nowych barwach linii lotniczych. Nastąpiły również przebudowania i remonty wnętrz samolotów, zapewniając większy komfort podróży zarówno w klasie biznes, jak i w ekonomicznej.
W następnych latach linie lotnicze SriLankan borykały się z wieloma problemami. M. in. epidemia SARS, trzęsienie ziemi i fala tsunami w 2004 czy wojna domowa w Sri Lance lub atak terrorystyczny na lotnisku w Colombo, który zniszczył 4 samoloty, a pozostałe dwa uszkodził. W tym okresie przewoźnik otworzył kilka połączeń do Indii oraz na Bliski wschód i krajów arabskich.
W ramach swoich planów i rozwoju strategicznego linie SriLankan zaczęły również dowozić turystów z Londynu, Paryża i Tokio na lotnisko Malé, Malediwy, wykorzystując potencjał czarterowy.
W 2008 rząd Sri Lanki nie odnowił umowy na dalsze kontrolowanie linii SriLankan Airlines przez Emirates, która wygasła w dniu 31 marca 2008.
W lutym 2010 odsłonięto nowe ubrania dla stewardes pracujących na pokładach samolotów SriLankan Airlines. W tym czasie zakończono również drobne odświeżenie wnętrza, bowiem linie lotnicze starają się utrzymać wysoki poziom usług dla swoich klientów.
Emirates sprzedała swoje udziały w liniach lotniczych (43,63%) rządowi Sri Lanki.

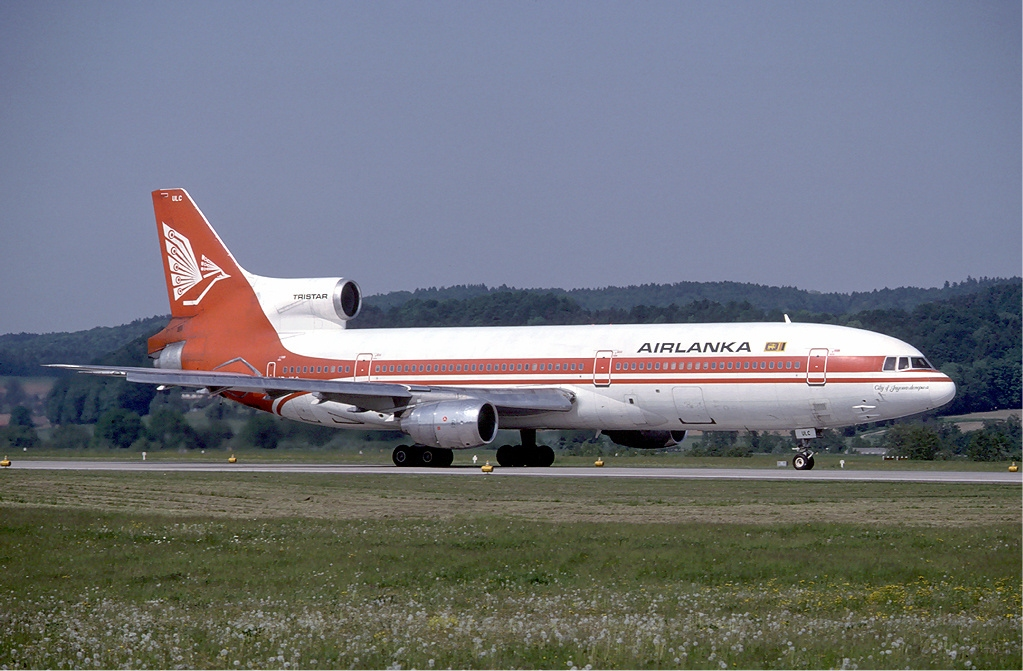
Lockheed L-1011 Tristar linii Air Lanka

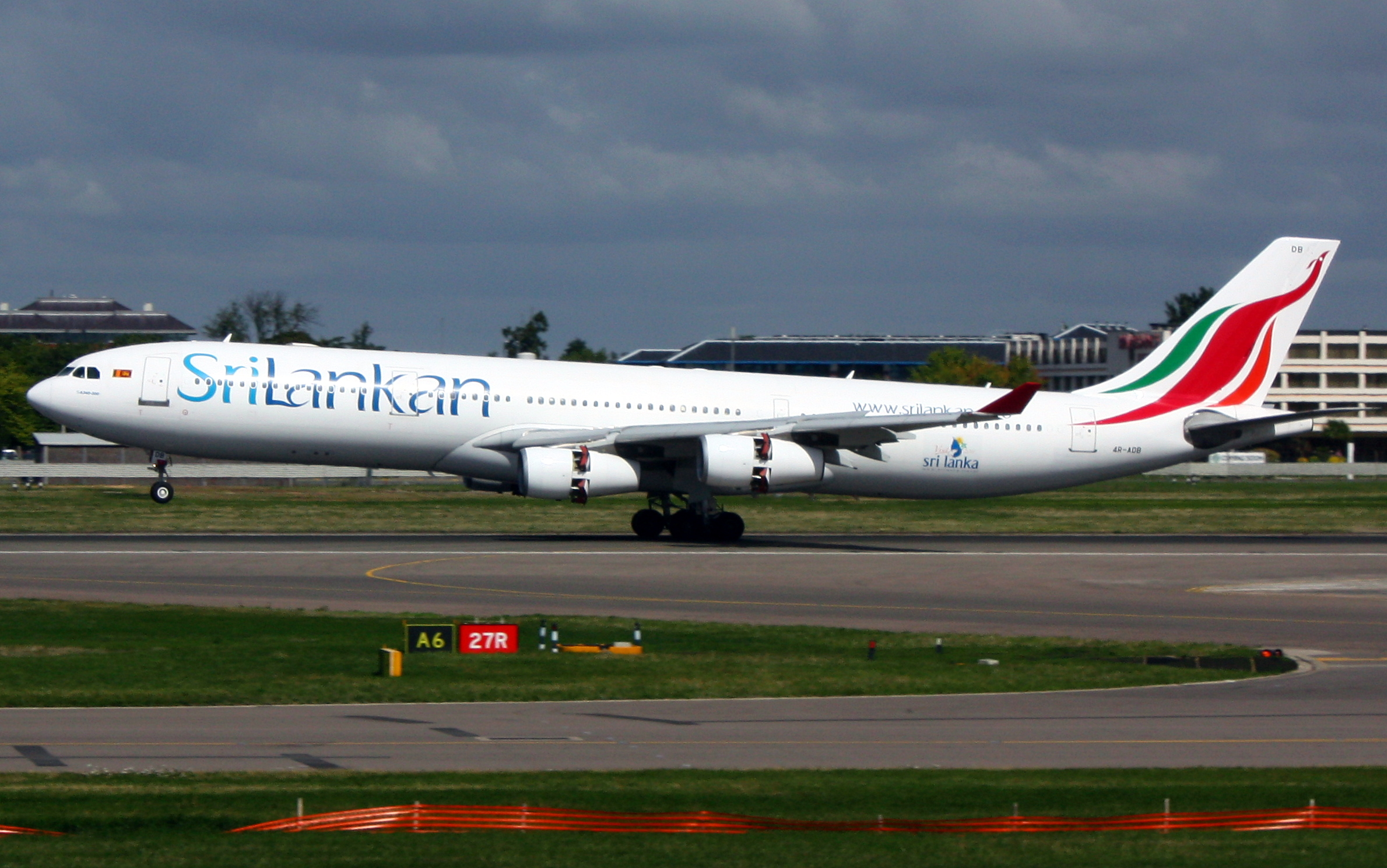
Airbus A340 linii lotniczych Srilankan Airlines

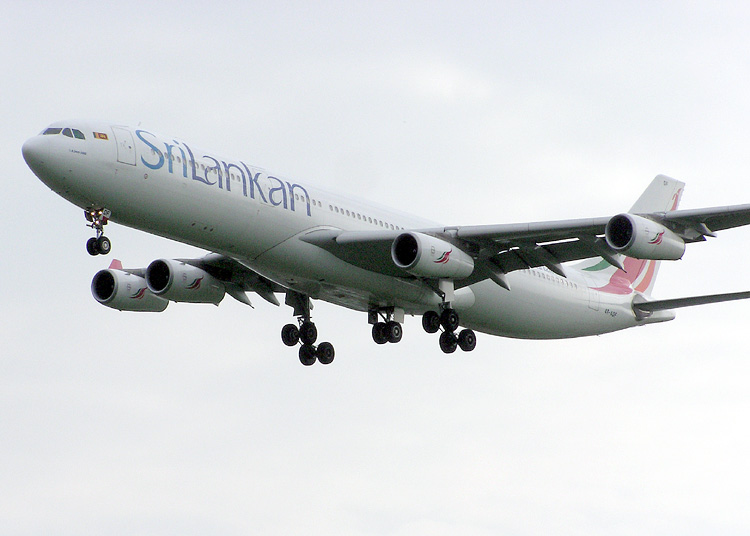
Airbus A340-300 w barwach SriLankan Airlines

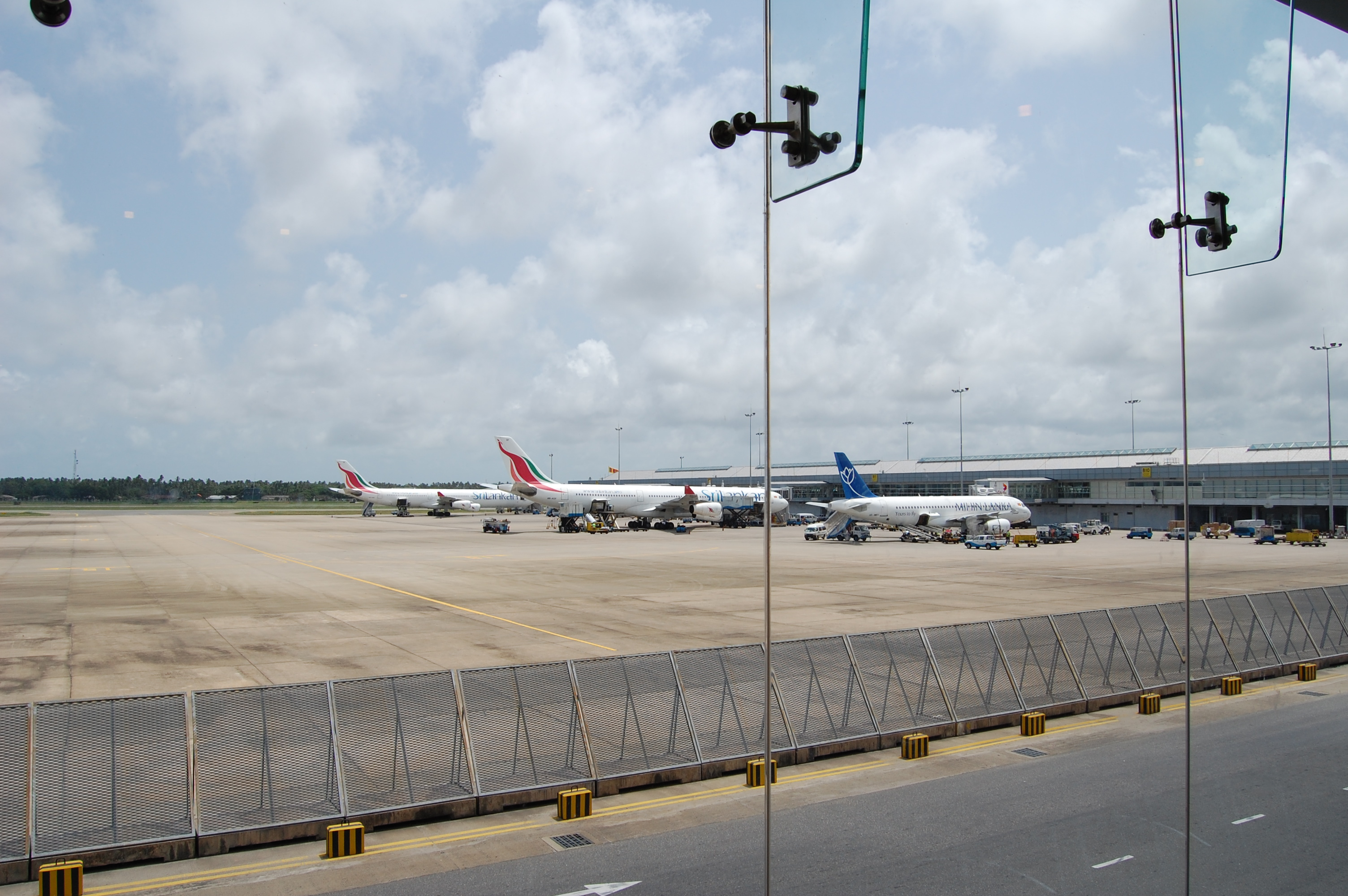
Samoloty SriLankan Airlines na lotnisku w Colombo

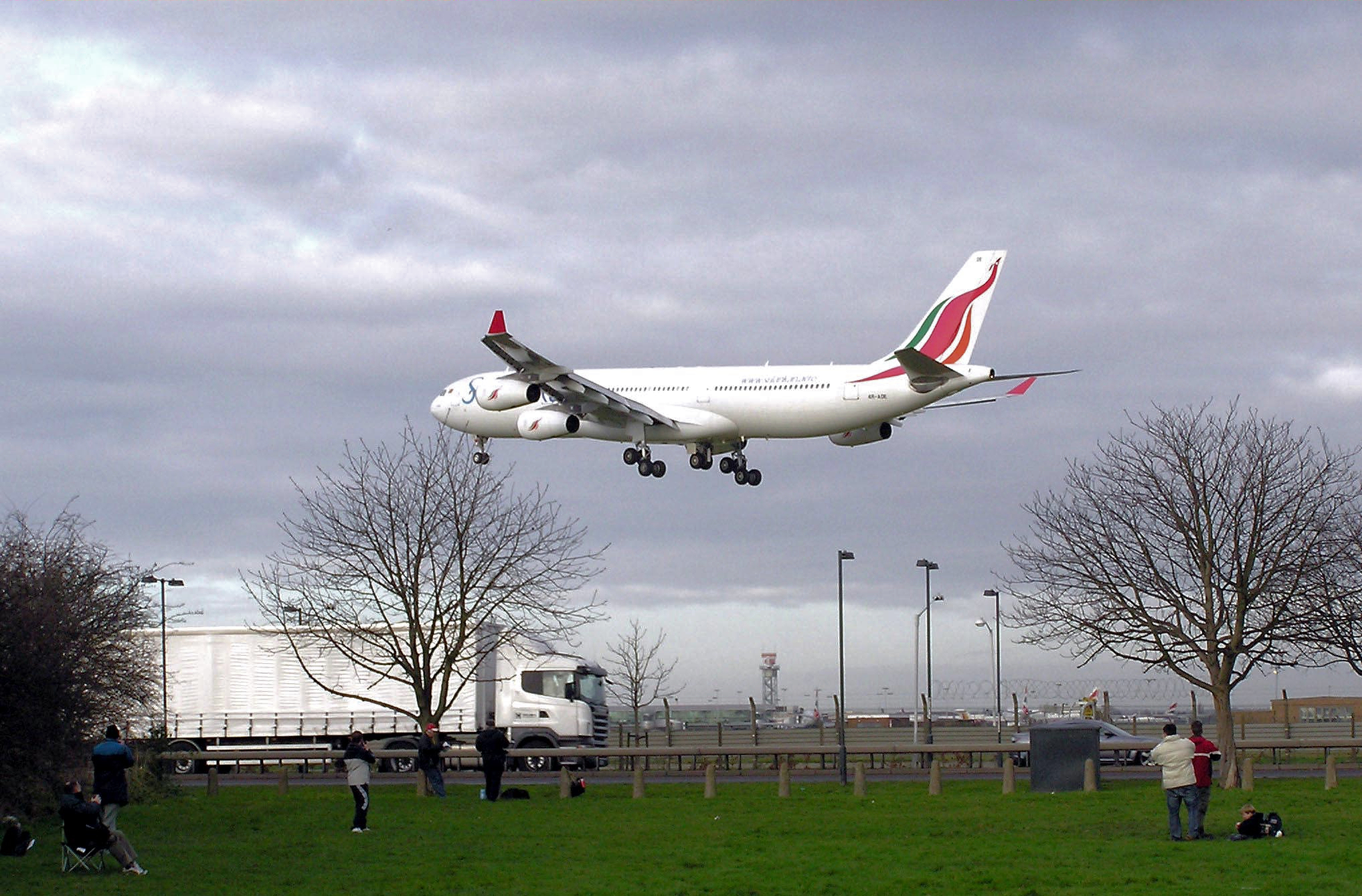
Airbus A340-300 linii Srilankan lądujący na londyńskim lotnisku Heathrow

## Kierunki lotów
Według stanu na maj 2025 SriLankan Airlines realizował bezpośrednie połączenia do 35 portów lotniczych w 21 krajach Azji, Europy Zachodniej i Australii.

## Połączenia codeshare
SriLankan posiada połączenia w formie codeshare z następującymi liniami lotniczymi
| - Etihad Airways - Malaysia Airlines |

## Flota
Według stanu na maj 2025 flota SriLankan Airlines składała się z 22 samolotów o średnim wieku 11,5 lat:
| Samolot         | Samolot | Samolot   | Liczba miejsc | Liczba miejsc | Liczba miejsc | Uwagi |
| Model           | Aktywne | Zamówione | B             | E             | Łącznie       | Uwagi |
| --------------- | ------- | --------- | ------------- | ------------- | ------------- | ----- |
| Airbus A320-200 | 7       | -         | 16            | 120           | 136           |       |
| Airbus A320-200 | 7       | -         | 12            | 138           | 150           |       |
| Airbus A320-200 | 7       | -         | 12            | 150           | 162           |       |
| Airbus A320neo  | 2       | -         | 12            | 138           | 150           |       |
| Airbus A321neo  | 4       | -         | 12            | 176           | 188           |       |
| Airbus A330-200 | 2       | 1         | 18            | 251           | 269           |       |
| Airbus A330-300 | 7       | 1         | 28            | 269           | 297           |       |
| Łącznie         | 22      | 2         |               |               |               |       |

## Wypadki lotnicze
- 3 maja 1986 – Katastrofa lotu Air Lanka UL512. Bomby zdetonowane przez Tygrysy Wyzwolenia Tamilskiego Ilamu eksplodowały w samolocie Lockheed L-1101 (TriStar), który stał na płycie lotniska w Colombo. Zginęło 21 spośród 150 pasażerów i członków załogi.
- 24 lipca 2001 – Tygrysy wyzwolenia tamilskiego Ilamu na lotnisku w Kolombo próbując dokonać samobójstwa zdetonowało ładunki wybuchowe, które uszkodziły 26 samolotów stojących na płycie lotniska. Cztery samoloty, które zostały doszczętnie zniszczone należały do SriLankan Airlines w tym samoloty Airbus A340-300, oraz Airbus A330-200. Następne dwa samoloty A320 i A330 zostały uszkodzone. Przy eksplozji zginęło również kilkanaście osób.

## Spółki zależne
- SriLankan Cargo
- SriLankan Catering
- SriLankan Engineering
- SriLankan Ground Handling
- SriLankan Holidays
- SriLankan IT Systems